# Sendlinger Tor

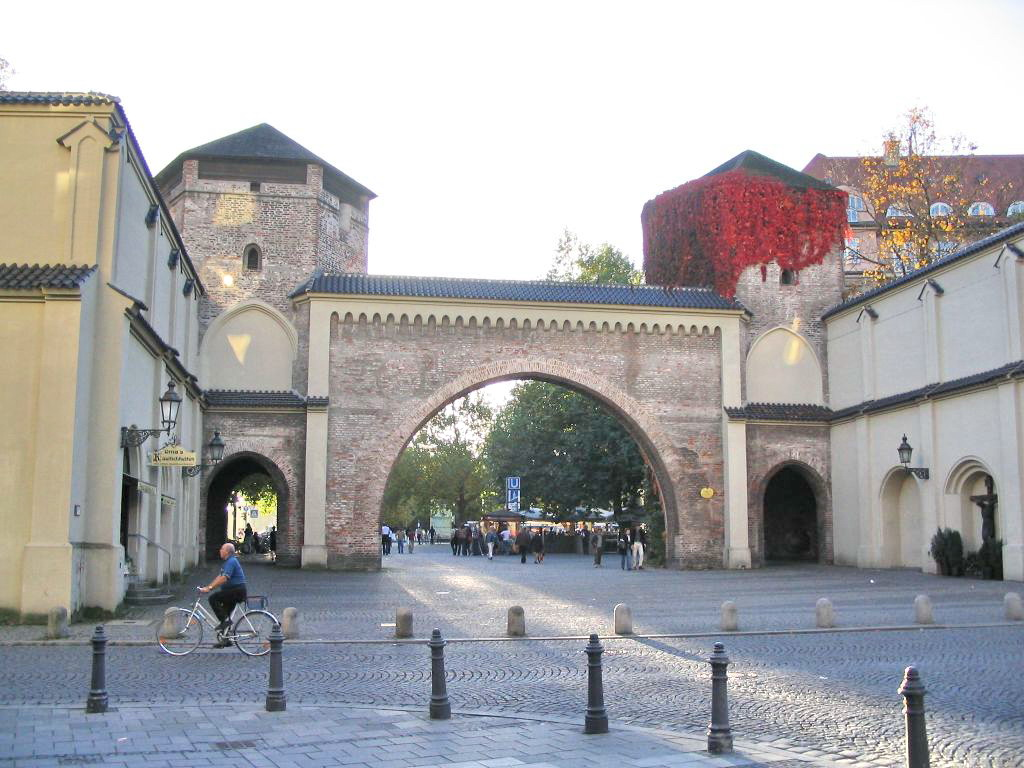
Sendlinger Tor en 2004.

El Sendlinger Tor es una puerta de la ciudad situada en el extremo sur de la zona del casco antiguo de Múnich. Fue erigido en 1318 por Ludwig de Baviera como una de las cuatro puertas de la ciudad que pertenece al segundo anillo de fortificaciones alrededor de la continuación, en rápida expansión, de la ciudad comercial de sal. La puerta, que fue restaurada entre 1972 y 1982, está flanqueada por dos torres medievales, en 1906, el original de tres arcos se sustituyó por el único arco de gran tamaño.
Forma parte de las tres puertas de las murallas medievales de Múnich, junto con Isartor y Karlstor.
Da su nombre a la estación Sendlinger Tor de U-Bahn.
- Datos: Q254394
- Multimedia: Sendlinger Tor (München) / Q254394